# René Vanstreels
René Leopold Vanstreels (Hasselt, 24 januari 1925 - Hasselt, 30 april 2010) was een Belgisch componist, muziekpedagoog, pianist, organist, beiaardier en fagottist. Hij gebruikte ook het pseudoniem Jean Mirelle.

## Levensloop
Van zijn vader kreeg hij op 6-jarige leeftijd zijn eerste muzieklessen. Daarna behaalde hij aan het Stedelijk Muziekconservatorium Hasselt het uitgangsdiploma met de grootste onderscheiding voor notenleer in 1945 en een eerste prijs voor piano in datzelfde jaar. Bij Jos De Greeve (Hasselt 1912 - Genk 1974), directeur van de Gemeentelijke Muziekakademie in Genk en leraar aan het Koninklijk Vlaams Conservatorium in Antwerpen, kreeg hij lessen voor harmonie. In 1946 behaalde Vanstreels een eerste prijs met de grootste onderscheiding en gelukwensen van de jury, de medaille van de Union Artistique Belge en de Prijs van Hare Majesteit Koningin Elisabeth.
Na de Tweede Wereldoorlog zette Vanstreels zijn studies voort aan het Koninklijk Conservatorium Luik, waar hij 1949 de eerste prijs met onderscheiding en de speciale prijs Prix de l'Union des Elèves et anciens élèves du Conservatoire Royal de Musique de Liège voor notenleer behaalde. In 1950 kwam de eerste prijs voor piano, een eerste prijs met onderscheiding voor harmonie en in 1952 een eerste prijs met onderscheiding voor contrapunt en fuga.
Van 1950 tot 1951 was hij begeleider van het Koninklijk Muziekconservatorium te Luik, voor fluit en fagot. Hij studeerde er eveneens fagot. Van 1954 tot 1956 was hij student aan het Koninklijk Conservatorium te Brussel. Hij studeerde orgel bij Paul De Malengreau, fagot bij Pierre Kerremans, orkestdirectie bij René Defossez en compositie bij de directeur Marcel Poot.
In 1969 behaalde hij het uitgangsdiploma met onderscheiding aan de Koninklijke Beiaardschool Jef Denyn te Mechelen. Hij won driemaal achtereen de Prijs Léon Hanry en in 1977 de eerste Prijs Gaston van Parijs-Colson in beiaardspel te Mechelen. Zijn leraren waren Staf Nees, Jef Van Hoof, Piet Van den Broek, Jef Rottiers en Willy Climan. Hij was tot 2008 beiaardier van de Sint-Quintinuskathedraal te Hasselt, organist van de Sint-Hubertuskerk van Hasselt en hij was gedurende vele jaren muziekleraar aan de Muziekakademie van Genk. Hij stichtte en dirigeerde de groep The Mirellesingers en was jurylid bij verschillende solistenconcoursen in België en Nederland.
Het oeuvre van René Vanstreels omvat vocale muziek (liederen, waaronder zowel profane liederen als godsdienstige liederen met piano- of orgelbegeleidingen), koorwerken, instrumentale muziek (voor piano, orgel en orkest) en andere. De Algemene muziek encyclopedie meldde meer dan vijftig werken (Little Fantasy was opus 50 in 1983.

## Composities

### Werken voor orkest
- Menuet voor strijkorkest

### Vocale muziek
- Vocalise, voor sopraan (of tenor) en orgel
- Lied van de troebadoer

### Kamermuziek
- Aphrodite, voor blaasinstrument in Bes, Es of F en piano, op. 82
- Etude, voor trompet (of bugel), opus 49
- Petit Concert, voor trompet en piano

### Werken voor orgel
- Fantasia per organo

### Werken voor piano
- Memories-Attitude-Wolvega
- Toba - Rêverie
- Tourbillon de Neige
- Triptyque

### Werken voor beiaard
- 1973 De Zingende Toren
- 1978 Tri-tra-troelala

- Library of Congress Control Number: no97006946
- MusicBrainz: 39ebda47-4e74-4c86-9cb6-c6fc31819f02
- Système universitaire de documentation: 117858854
- Virtual International Authority File: 208264710
- WorldCat: E39PBJxcTHm9yFvMP4RtpcVDMP